# William Vallance Douglas Hodge
William Vallance Douglas Hodge (17. června 1903 Edinburgh, Spojené království – 7. červenec 1975 Cambridge) byl skotský matematik, který se zabýval především geometrií. Je objevitelem dalekosáhlých souvislostí mezi algebraickou geometrií a diferenciální geometrií, přičemž dosažené výsledky v této oblasti dnes tvoří teorii nazývanou Hodgeova teorie. Je také autorem důležitých výsledků v oblasti Kählerovych variet.